# Faverolles-en-Berry
Faverolles-en-Berry (até 2017: Faverolles) foi uma comuna francesa na região administrativa do Centro, no departamento de Indre. Estendia-se por uma área de 41,41 km². Em 2010 a comuna tinha 352 habitantes (densidade: 8,5 hab./km²).
Em 1 de janeiro de 2019, passou a formar parte da nova comuna de Villentrois-Faverolles-en-Berry.